# Gasteropelecus sternicla
Gasteropelecus sternicla is een straalvinnige vissensoort uit de familie van de bijlzalmen (Gasteropelecidae). De wetenschappelijke naam werd gepubliceerd in 1758 door Carl Linnaeus in de tiende editie van Systema naturae.
Het is een rustige en vreedzame vis die het best met een aantal soortgenoten gehouden kan worden aangezien het een scholenvis betreft. Gasteropelecus sternicia wordt in het aquarium ongeveer een centimeter groter dan de populaire gemarmerde bijlzalm. Net als andere bijlzalmen bewoont deze vis de bovenste waterlagen.